# Kamp Royallieu
Het Kamp Royallieu (Duits: Frontstalag 122) was tijdens de Tweede Wereldoorlog een interneringskamp en tevens een van de grootste doorgangskampen in het door nazi-Duitsland bezette Frankrijk. Het kamp bevond zich in de stad Compiègne, vlak bij Parijs. Circa 54.000 Joden, verzetsstrijders, militante vakbondsleden, politici en andere vervolgden werden hier opgesloten. Ongeveer 50.000 van hen werden vanuit Royallieu gedeporteerd naar concentratie- en vernietigingskampen zoals Auschwitz, Dachau, Mauthausen en Buchenwald.
In Royallieu bevond zich ook het Joodse kamp, "Kamp C", dat al een vernietigingskamp op zich was vanwege de honger en de ziekte die er heersten.
Er was weinig bekend over het interneringskamp Royallieu tot in 2008 de eerste historische studie verscheen. Op de plek van Royallieu bevindt zich sinds 2008 een museum met een documentatiecentrum. Ook staan er nog enkele originele kampgebouwen.